# Ролербол (филм из 2002)
Ролербол (енгл. Rollerball) је филм из 2002. који је режирао Џон Мактирнан. Главне улоге играју: Крис Клајн, Жан Рено, Ел Ел Кул Џеј и Ребека Ромејн. Ово је римејк истоименог филма из 1975. године. 

## Радња
Блиска будућност, 2005. година (у односу на моменат снимања филма). Нови брутални спорт ролера, који је мешавина дербија, ММА, мотоциклистичких трка, рвања, брзог клизања, америчког фудбала и трка за преживљавање, стекао је огромну популарност у Централној Азији, Русији, Кини, Монголији и Турској.
Маркус Ридли и Џонатан Крос, професионални играчи у овом новом спорту, путују у Казахстан да би играли за локални тим, Рајдерс оф Замбел. Крос убрзо почиње да схвата да публици треба све више крви, а њихов власник, оснивач ролера, бивши официр КГБ-а Алексеј Петрович, неће стати ни пред чим да пружи масама оно што желе...
Ридли, Крос и њихова секси партнерка Аурора одлучују да зауставе Алексеја Петровича.

## Зарада
- Зарада у САД - 18.990.798 $
- Зарада у иностранству - 6.861.966 $
- Зарада у свету - 25.852.764 $